# K級潜水艦 (イギリス海軍)
K級潜水艦 (K class submarine) はイギリス海軍の艦隊型潜水艦。1917年から1918年にかけて17隻が竣工。第一次世界大戦で活躍。

## 概要

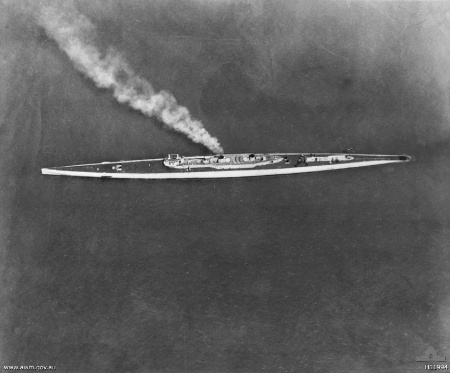
蒸気機関を使用中の本級

イギリス海軍は第一次世界大戦中に、水上戦闘艦隊と作戦行動を共にするために必要な水上速力24kt(44km/h)を出せる高速潜水艦の要求を提出した。このような高機動力を発揮するためには、水上排水量1,700tの船体に10,000馬力以上の出力が必要であると判明するのに、さほど時間はかからなかった。しかし、当時のディーゼル機関ではそのような出力を出すためには、8基ものエンジンが必要であり、それでは機関区画だけで船体の大半を占有されることとなってしまうため、代替策として2基の蒸気タービン・エンジンを搭載することが考案された。こうして設計されたK級潜水艦は蒸気ボイラー2基と蒸気タービン2基を備えるため、船体の3分の1が推進器区画で占められた。また、蒸気機関は効率が悪く、故障時に動力を提供する電動機の発電用に1基のディーゼル機関も搭載された。蒸気ボイラー艦といえば排煙用の煙突が欠かせないが、K級潜水艦も例外でなく、艦上に2基の煙突を備えていた。これは潜航時に外殻内に折り曲げられ、開口部は密閉板で閉じられるようになっていたが、この潜航前の準備だけで5分近くを要した。
1918年にメイ島の戦いと呼ばれる事故が発生し、その事故で2隻のK級潜水艦が失われ4隻が損傷した。